# Seven Oaks, Texas
Seven Oaks là một thành phố thuộc quận Polk, tiểu bang Texas, Hoa Kỳ. Năm 2010, dân số của xã này là 111 người.

## Dân số
- Dân số năm 2000: 131 người.
- Dân số năm 2010: 111 người.